# Axel Erlandson
Axel Erlandson (15. december 1884 – 28. april 1964) var en amerikansk arborist, som specialiserede sig i at lave skulpturer ud af levende træer.
Erlandson var søn af svenske immigranter. Han dyrkede bønner og andre afgrøder i det centrale Californien nær byen Turlock. Der bemærkede han en naturlig podning i hækken, og det satte ham i gang med at forme træer. Han plejede at skabe sin formgivning først på papir og derefter på planten i de bestemte mønstre ved at beskære, pode og bøje den. Det hele begyndte som en hobby for hans egen og familiens fornøjelse.
I 1945 var Erlandsons kone og datter på en tur til Stillehavet i nærheden af Santa Cruz. Der så de folk stå i kø for at få lov til at betale for at se mærkværdigheder som hældende bygninger og synsbedrag. De vendte hjem og lod en tilfældig bemærkning falde om, at Axels træer måske kunne tiltale folk, som ville betale for at få dem at se, hvis de stod ved en meget brugt turistrute. Axel greb straks ideen og købte en stump jord i Scotts Valley, som ligger på vejen mellem Santa Clara Valley og Stillehavskysten. Dér indledte han processen med at få omplantet de bedste af træerne på deres nye levested. Udstillingen "The Tree Circus" åbnede om foråret i 1947.
Ved skabelsen af det berømte "Basket Tree" ("Kurvetræ") plantede Erlandson seks Morbær-Figentræer i en rundkreds, topkappede dem i 30 cm højde og sidepodede dem derefter for at skabe rudermønstret. I de første 2,5 m beholdt han en åbning i toppen, og dette eksemplar er et af Erlandsons mest afbalancerede værker.
Erlandson formede på sine træer i mere end 40 år. Når man spurgte ham, hvordan han fik sine træer til at gro sådan, svarede han ofte: "Jeg taler med dem".
I 1963 solgte Erlandson ejendommen, og han døde det følgende år. De nye ejere, Larry and Peggy Thompson døbte stedet "The Lost World" ("Den tabte verden"). De fik fremstillet store dinosaurer i glasfiber for at tiltrække sig opmærksomhed fra den forbikørende trafik. De lavede en bæk og var i gang med at udvide attraktionen til flere gange dens oprindelige størrelse.
Uheldigvis døde Larry Thompson, før man kunne åbne The Lost World. Peggy Thompson skulle opfostre tre små børn, men klarede at holde parken åben med succes i nogle få år. Så forsøgte hun at sælge den, og de nye ejere startede fra bunden. De følgende lejere skiftevis åbnede parken og lukkede den.
I 1985 købte Michael Bonfante, der ejede Nob Hill Foods og en træplanteskole i Gilroy, træerne og omplantede de fleste af dem til sin forlystelsespark, Bonfante Gardens i Gilroy.
I 1995 klargjorde arkitekten Mark Primack, der havde skrevet Erlandsons biografi, én af de døde skulpturer, "The Telephone Booth Tree" ("Telefonbokstræet") til fældning, så den kunne sendes til Baltimore i Maryland og blive udstillet vedvarende på American Visionary Art Museum.